# Среднее (Закарпатская область)
Сре́днее (укр. Середнє) — посёлок в Ужгородском районе Закарпатской области Украины. Административный центр Среднянской поселковой общины. Расположен в 22 км к востоку от города Ужгорода, на автомагистрали Ужгород-Мукачево. Возле посёлка проходила узкоколейная железная дорога Ужгород-Антоновка.
Расположен в предгорье Вулканического хребта Карпат (Маковицы) между Ужгородом и Мукачевом на реке Веля.

## Население
В период с 1919 по 1939 годы в населенном пункте проживало 2000—2550 человек. Русины составляли около 1200 человек, чехи и словаки — 600 человек, также проживали евреи и другие народы. По состоянию на 2017 год в поселке проживает 4138 человек: 81,11 % украинцев 13,55 % цыган 3,17 % словаков и др. национальностей.

## История
Местность, где ныне располагается Среднее, была заселена ещё в древности. Во время археологических исследований были обнаружены предметы эпохи неолита (IV тысячелетие до н. э.) и эпохи бронзы (II тысячелетие до н. э.).
Первое письменное упоминание о Среднем относится к XIV веку. Однако замок в Среднем был построен тамплиерами (и это единственный такой замок на территории современной Украины) ещё в XII веке. Полуразрушенный, он сохранился до наших времён и считается одной из главных достопримечательностей Закарпатья. В 1312 году замком в Среднем на время завладели монахи ордена св. Павла, однако уже менее чем за десятилетие замком поочередно начинают владеть различные венгерские шляхетские роды.
Благодаря благодатному климату здесь большое развитие получило виноградарство. Об этом есть письменное упоминание, датированное 1417 годом. Население росло. Через Среднее проходил торговый путь Львов-Ужгород.
В середине XIV века Среднему предоставляются городские привилегии, а король Карл I Роберт дарит городок магнатам Другетам. Но другие магнаты — Палочи, после длительного противостояния в начале XV века закрепляют Среднее за своим родом.
В 1526 году после Битвы под Могачем замок перешёл под власть дворянского рода Добо. Начинается новая эпоха в истории села, связанная с родом Добо. Новые властители укрепляют замок и развивают виноделие в Среднем.
В XVII—XVIII века — многократная смена хозяев Середнянского замка. А в 1703—1711 годах замку был нанесен большой ущерб во время национально-освободительного восстания под руководством Ференца II Ракоци.
После подавления восстания Ракоци, габсбургские войска устраивали террор в закарпатских сёлах, так как много крестьян русинов активно участвовало в этом восстании на стороне мадьяр и князя Ференца ІІ Ракоци. Следствием террора стало массовое обезлюдивание сёл и городков Закарпатья. В 1720 году в Среднем проживало лишь 2 коренные семьи, 19 семей переселенцев и 11 семей дворян.
Постепенно Среднее возвращалось к жизни. В 1839 году в селе проживало уже 1578 человек, в 1891 году — 1861. В селе действовал монастырь. Но как руины замка уже не могли претендовать на статус мощной крепости, так и село Среднее уже не могло претендовать на статус города.
В XIX веке Среднее имел статус «торгового городка» и печать с гербом: на серебряном щите — Божий Агнец с красной хоругвью, стоящий на зелёной земле.
В начале XX века был создан Середнянский уезд в составе Ужанского комитата.
В 1919 году Среднее, как и все Закарпатье, входит в состав Чехословакии.
В 1920/21 году началось учение русинов общеобразовательной школы (в 1930-е годы были учителя Супруги Дорош, А. Слукова, А. Чейка, Г. Черника) и МС. общеобразовательной школы (в то же время здесь работали преподаватели Л. Чвойка, Л. Немцова, Х. Веселая, J. Škalda). Позже был открыт филиал русинской буржуазной школы (директор Ш.Федор, учителя В. Захариаш, Е. Стопку, Т. Зима, Е. Ревачкова).
В 1939 году — Среднее вошло в состав Венгрии, а 1944 года — в состав СССР (УССР).
Сейчас в поселке есть католический костел Св. Луки Евангелиста 1805 г., православная и греко- католическая церкви Успения Св. Богородицы, мужской францисканский монастырь, монастырь сестер Ордена Иисуса, пекарня Св. Агаты.

## Современность
- Среднее, 1939
- Дом барона Гиланьи
- Средненский замок
- Памятник архитектуры (Середнянський замок)
- Руины замка

### Образование
Сейчас на территории поселка Среднее работает общеобразовательная школа I—III ступеней, в которой работает 70 учителей и учится 885 учеников. В школе есть 2 спортзала — для учеников начальных классов и учеников 5-11-х классов, а также спортивная площадка и футбольное поле с искусственным покрытием. Оборудованы 2 компьютерных класса, кабинеты начального обучения, английского языка, физики, химии, математике, украинскому языку. В школе есть большой актовый зал, школьная библиотека, мастерские по технической и обслуживающего труда. Ученики старших классов (10-11 классы) обучаются по двум профилям: физико-математическим и историческим. При школе работают спортивные секции, хоровые, танцевальные, изобразительно-художественные и туристически-краеведческие кружки. Проводятся факультативные и индивидуальные занятия, учащиеся изучают словацкий язык.
Кроме этого действует детская школа искусств, в которой занимается около 200 детей со Среднего и, окружающих сел. Дошкольным воспитанием занимаются воспитатели детского сада, который был построен в 1988 году.

### Церкви
В Среднем есть 3 храма. Первый храм — греко-католический, расположенный в центральной части поселка. Также есть второй храм — православный (Успения Пресвятой Богородицы). У православного храма расположен третий храм— римско-католический. В ночь с пятницы на субботу (20.05.2016) в греко-католическом храме Успения Пресвятой Богородицы замироточила икона Пресвятой Богородицы с маленьким Иисусом на руках

### Среднянские вина
Регион славится своими винами, в частности «Роза Закарпатья», «Рислинг Закарпатский», «Лучистое», «Среднянськое», «Троянда Закарпаття», «Променисте», «Квітка полонини» не раз экспонировались на международных выставках и завоевывали золотые, серебряные и бронзовые медали.

### Середнянский замок
Одной из достопримечательностей региона является Середнянский замок, построенный тамплиерами в последней трети XII века.